# جان روبینستاین
جان روبینستاین (به انگلیسی: John Rubinstein) (زادهٔ ۸ دسامبر ۱۹۴۶) بازیگر، کارگردان و آهنگساز اهل ایالات متحده آمریکا است. او از سال ۱۹۶۷ تاکنون مشغول فعالیت بوده است.
از فیلم‌هایی که او در آن‌ها نقش داشته است، می‌توان به ۲۱ گرم، درک روشن، به سوی تاریکی، بخشش و جادوگران محله ویورلی اشاره کرد.